# Aljaksej Abalmasaw
Aljaksej Abalmasaw (Borisov, 20 juni 1980) is een Wit-Russisch kanovaarder.
Abalmasaw won tijdens de Olympische Zomerspelen 2008 de gouden medaille in de K-4 1000 meter.
Abalmasaw won in 2005 de wereldtitel in de K-4 500m en in 2009 de wereldtitel in de K-4 1000m.

## Belangrijkste resultaten

### Olympische Zomerspelen
| Editie | Plaats | Resultaten   |
| ------ | ------ | ------------ |
| 2004   | Athene | 6e K-4 1000m |
| 2008   | Peking | K-4 1000m    |

### Wereldkampioenschappen vlakwater
| Jaar | Plaats    | Resultaten            |
| ---- | --------- | --------------------- |
| 2002 | Sevilla   | K-4 1000 m            |
| 2005 | Zagreb    | K-4 500 m · K-4 200 m |
| 2006 | Szeged    | K-4 1000 m            |
| 2009 | Dartmouth | K-4 1000 m            |
| 2010 | Poznań    | K-4 1000 m            |

1964: Anatoli Grisjin & Vjatsjeslav Ionov & Vladimir Morozov & Nikolai Tsjoezjikov ·
1968: Steinar Amundsen & Tore Berger & Jan Johansen & Egil Søby ·
1972: Valeri Didenko & Joeri Filatov & Vladimir Morozov & Joeri Stetsenko ·
1976: Aleksandr Degtjarev & Joeri Filatov & Vladimir Morozov & Sergej Tsjoechrai ·
1980: Bernd Duvigneau & Rüdiger Helm & Harald Marg & Bernd Olbricht ·
1984: Grant Bramwell & Ian Ferguson & Paul MacDonald & Alan Thompson ·
1988: Attila Ábrahám & Ferenc Csipes & Zsolt Gyulay & Sándor Hódosi ·
1992: Mario von Appen & Oliver Kegel & Thomas Reineck & André Wohllebe ·
1996: Detlef Hofmann & Thomas Reineck & Olaf Winter & Mark Zabel ·
2000: Gábor Horváth & Zoltán Kammerer & Botond Storcz & Ákos Vereckei ·
2004: Gábor Horváth & Zoltán Kammerer & Botond Storcz & Ákos Vereckei ·
2008: Abalmasaw & Litvintsjoek & Machnew & Pjatroesjenka ·
2012: Jacob Clear & Dave Smith & Tate Smith & Murray Stewart ·
2016: Marcus Groß & Max Hoff & Tom Liebscher & Max Rendschmidt